# Cannabisagentur
Die Cannabisagentur ist eine staatliche Kontrollstelle nach Art. 23 Abs. 2 Buchstabe d und Art. 28 Abs. 1 des Einheits-Übereinkommens von 1961 über Suchtstoffe. Sie wurde in Deutschland mit Art. 1 des Gesetzes zur Änderung betäubungsmittelrechtlicher und anderer Vorschriften vom 6. März 2017 errichtet und ist als Fachgebiet 44 in der Abteilung „Zulassung 4“ des  Bundesinstituts für Arzneimittel und Medizinprodukte (BfArM) etabliert.

## Aufgaben und Bedeutung
Neben dem Import wurde im Jahr 2017 auch der Anbau von Cannabis zu medizinischen Zwecken in Deutschland gestattet. Nach dem Einheits-Übereinkommen von 1961 über Suchtstoffe muss ein Vertragsstaat, der den Anbau von Cannabis zu medizinischen Zwecken gestattet, eine Stelle einrichten, an die alle Anbauer, die eine Genehmigung der Stelle zum Anbau besitzen, die gesamte Ernte abzuliefern haben. Diese Stelle muss die geernteten Mengen aufkaufen und in Besitz nehmen. Dazu wurde in § 19 Abs. 2a BtMG in der Fassung des Gesetzes vom 6. März 2017 der Anbau von Cannabis zu medizinischen Zwecken der Kontrolle des Bundesinstituts für Arzneimittel und Medizinprodukte unterstellt und der Cannabisagentur zugewiesen.
Der Anbau erfolgte zunächst durch Unternehmen, die im Ausschreibungsverfahren den Zuschlag erhalten und von der Cannabisagentur beauftragt worden waren. Mit Inkrafttreten des Medizinal-Cannabisgesetzes am 1. April 2024 wurde das Vergabeverfahren durch eine Erlaubnis gem. § 4 MedCanG ersetzt. Die Cannabisagentur kauft dieses Cannabis nicht mehr wie früher auf und vertreibt sie weiter, sondern ist nur noch für die Erteilung der Erlaubnis und ihrer Überwachung zuständig. Unternehmen, die Medizinalcannabis anbauen, dürfen zukünftig ihre Ernte selbst vermarkten und weitervertreiben. Der tatsächliche Abgabepreis in der Apotheke unterliegt im Anschluss den rechtlichen Regelungen der Arzneimittelpreisverordnung (AMPreisVO).
Das Cannabis muss die Vorgaben der „Guten Praxis für die Sammlung und den Anbau von Arzneipflanzen“ (Good Agricultural And Collection Practice, GACP) und der relevanten Monografien und Leitlinien erfüllen.
Für den Zeitraum 2019 bis 2022 hatte die Cannabisagentur mit dem ersten Vergabeverfahren den Anbau in Deutschland und die Lieferung von Cannabis zu medizinischen Zwecken im Umfang von insgesamt ca. 6.600 Kilogramm ausgeschrieben, nachdem am  6. Juni 2017 die Frist zur Einreichung von Teilnahmeanträgen geendet hatte. Mit Beschluss vom 28. März 2018 hatte das OLG Düsseldorf dem BfArM jedoch aus formalen Gründen untersagt, in diesem Vergabeverfahren einen Zuschlag zu erteilen.
Mit Blick auf die Entwicklung der Patientenzahlen wurde die Gesamtmenge der zweiten Ausschreibung von 6.600 auf 10.400 kg erhöht. Drei in Deutschland ansässige Unternehmen haben im Rahmen der zweiten Ausschreibung den Zuschlag für den Anbau von Cannabis für medizinische Zwecke in Deutschland erhalten: die Aphria RX GmbH in Neumünster, die Aurora Produktions GmbH in Berlin und die Demecan GmbH in Ebersbach. Der Verkauf durch die Cannabisagentur hat am 7. Juli 2021 begonnen.

## Weitere Staaten
Neben der Bundesrepublik Deutschland haben auch Österreich und die Schweiz sowie Kanada, die Niederlande,  die Tschechische Republik, Israel und Australien eine Stelle, die für die Wahrnehmung der Aufgaben im Sinne des Einheits-Übereinkommens der Vereinten Nationen von 1961 über Suchtstoffe verantwortlich ist und die teilweise als Cannabisagentur bezeichnet wird.